# Walkenhorst Holding
Die Walkenhorst Holding AG war ein deutsches Automobilhandelsunternehmen. Es existierte seit 1954 und betrieb acht Autohäuser mit Standorten in Melle, Ibbenbüren, Osnabrück, Gütersloh, Diepholz, Vechta und Cloppenburg. Die Kernmarken der Walkenhorst Gruppe waren BMW, BMW i, BMW M, MINI und Alpina, wobei die Gruppe zu den größten deutschen BMW Händlern zählte. Im Jahr 2006 wurde das Sortiment um die Marken Renault, Dacia und Hyundai ergänzt. 2008 kam zusätzlich Nissan hinzu, was 2018 revidiert wurde.
Zum 31. Juli 2019 trennte sich das Unternehmen von den Marken Renault und Dacia und veräußerte den Standort in Gütersloh an die Mattern-Gruppe.
Der ehemalige Inhaber und Seniorchef Harro F. Walkenhorst starb am 11. Juni 2017.
Die Walkenhorstgruppe wurde zum 1. Mai 2022 von der Osnabrücker Autohausgruppe Weller übernommen und die acht Autohäuser in die BMW-Sparte B&K integriert.